# 清水秀司
清水 秀司（しみず しゅうじ、1971年3月22日 - ）は、日本の元ラグビー選手。

## プロフィール
- 愛知県出身。
- 現役時代のポジションはプロップ(PR)。
- 身長 176cm、体重 103kg
- ニックネームは保積ペペに似ていることからぺぺ[1]。
- 日本代表キャップは1。

## 来歴
ラグビーを始めたきっかけは太っていたことから。
1989年、旭野高校卒業後、明治大学に入学する。
1992年、明治大学ラグビー部の副将に就任した。
1993年、明治大学卒業後、神戸製鋼（現・神戸製鋼コベルコスティーラーズ）に加入。
2008年、現役を引退した。

## 受賞歴
- 2003-04ベストフィフティーン